# 卡利什
卡利什 （波蘭語：Kalisz）是位於波蘭大波蘭省的城市，坐落於普羅斯納河河畔，人口約9萬，是大波蘭省第二大城市。卡利什是一個重要的區域工業及商業中心，市內有許多知名的工廠，如卡莉西亚鋼琴廠。1975至1998年間，該城市為卡利什省的首府。

## 友好城市
- 德国 埃尔福特
- 德国 哈姆
- 法國 歐蒙
- 荷蘭 海爾許霍瓦德
- 乌克兰 卡緬涅茨-波多利斯基
- 比利时 拉盧維耶爾
- 斯洛伐克 馬丁
- 英国 普雷斯頓[2]